# Ruf BTR
Pour les articles homonymes, voir BTR.
La Ruf BTR "Gruppe B Turbo RUF" est une voiture de sport produite par le constructeur automobile allemand Ruf Automobile.

## Historique
La production de la BTR a débuté en 1983 sur la base de la Porsche 911 (modèle 1978-1989) disponible soit en carrosserie étroite, soit avec la carrosserie élargie semblable à la 930 Turbo (la différence de traînée générant plus de 20 km/h en vitesse de pointe). La BTR a été la première voiture de sport produite par Ruf avec un VIN propre à l'entreprise.
La construction de chaque véhicule débutait avec un châssis nu. Entre vingt et trente voitures ont été construites de cette façon mais, probablement, la plupart des modèles ont été créés en convertissant directement la voiture du client. Les modifications apportées au modèle de base comprenaient une transmission manuelle à 5 vitesses Ruf, un système d'échappement quadruple tuyau, des sièges en cuir Recaro, un groupe d'instrumentation et un volant Ruf, un harnais de course Simpson, un aileron avant avec un refroidisseur d'huile, des rétroviseurs en option de style Porsche 935 et des roues en alliage Ruf à 5 rayons de 17 pouces. La conversion BTR était disponible pour la 930 Turbo ou pour une Carrera 3.2.

## Caractéristiques
La BTR était propulsée par une version turbocompressée du 6 cylindres à plat de 3,4 L de cylindrée produisant 374 ch à 6 000 tr/min et 480 N m de couple à 4 800 tr/min. Il était initialement accouplé à une transmission cinq vitesses, puis une transmission à six vitesses fut disponible à partir de 1988 sur demande. D'autres changements inclurent des freins de plus gros diamètre et un système de suspension plus rigide.
Les modifications apportées aux voitures clients comprenaient une transmission manuelle à cinq vitesses, un système d'échappement quadruple tuyau, des sièges en cuir Recaro, une instrumentation et un volant Ruf, un harnais de course Simpson, l'adjonction d'un nouveau turbo avec double prise de conversion, l'augmentation de la cylindrée de 3,2 à 3,4 L, un aileron avant avec un refroidisseur d'huile, des rétroviseurs en option de style Porsche 935 et des roues Ruf de 17'' à cinq rayons en alliage. La conversion BTR était disponible pour la 930 Turbo ou pour une Carrera 3.2.

### Fiche technique
- Moteur : 6 cylindres à plat avec double turbocompresseur
- Alésage x Course : ?
- Cylindrée : 3 367 cm3
- Taux de compression :
- Puissance : 374 ch (275 kW) à 5 950 tr/min
- Couple : 480 N m à 4 800 tr/min
- Régime moteur : ?
- Poids à vide : 1 159 kg
- Transmission : manuelle 5 rapports (6 rapports en option)
- Pneus : 215/45/17 AV - 235/40/17 AR
- Disposition : propulsion, moteur arrière

## Performances
Résultats des tests de la version à carrosserie étroite (par Car & Driver) :
- 0-48 km/h : 1,6 seconde
- 0-97 km/h : 4,3 secondes
- 0-161 km/h : 9,6 secondes
- 0-209 km/h : 16,9 secondes
- 0-241 km/h : 24,3 secondes
- 402 m: 12,5 secondes à 180 km/h
- Vitesse maximale: 305 km/h (testé par Auto, Motor und Sport)[4]

En 1984, une Ruf BTR a remporté le concours "World's Fastest Cars" organisé par le magazine automobile américain Road & Track avec une avance de 16 km/h et a également dominé les tests d'accélération. Le 0 à 97 km/h fut atteint en 4,7 s, le 0 à 161 km/h en 10,4 s. Le 402 m fut réalisé en 13,3 s à la vitesse de 177 km/h et la vitesse maximale atteinte fut de 300 km/h.
Trois ans plus tard, la même voiture, avec 337 600 km au compteur, s'est présenté en outsider à ce même concours et a atteint une vitesse de pointe de 301 km/h prouvant ainsi qu'elle était toujours capable de surpasser la plupart des voitures plus récentes, notamment la Lamborghini Countach 5000 QV, l'AMG Hammer, la Ferrari 288 GTO, la Ferrari Testarossa et l'Isdera Imperator 108i, seules la Porsche 959, la Ruf CTR et une Porsche modifiée Koenig, la 911 Turbo avec moteur RS-Tuning étaient plus rapides.
Dans le numéro Auto, Motor und Sport 22/1984, une Ruf BTR établi un nouveau record d'accélération (dans la catégorie voitures de séries testées par le magazine). Le 0 à 100 km/h fut réalisé en 4,6 s, et le 0 à 200 km/h en 15,5 s. Le km départ arrêté fut parcouru en 23,0 s.

## Modèles suivants

### BTR III[8]
Basée sur la Porsche 964 la BTR III est produite entre 1988 et 1989. Elle est propulsée par le 6 cylindre à plat de 3,4 L auquel est greffé un unique turbocompresseur. Le moteur développe ainsi 412 ch à 6 000 tr/min et 480 N m de couple à 4 800 tr/min. Pour la première fois le système de gestion électronique Bosh Motronic est utilisé sur ce moteur. Il permet de distribuer le couple régulièrement sur la plage d'activation du turbo et d'augmenter la souplesse à bas régime tout en réduisant la consommation de carburant.
La voiture est équipée d'un kit carrosserie large ainsi que du traditionnel aileron arrière en "queue de baleine". Deux faces avant sont disponibles. L'une proche de celle de la 964 de base avec des ouvertures plus larges, l'autre dite à "nez incliné" avec phares escamotables lui donnant un air de 935.
Cette version de la BTR est capable de passer de 0 à 100 km/h en 4,6 secondes et d'atteindre la vitesse maximale de 290 km/h.
Certaines conversions clients ont été réalisées sur des modèles cabriolet.

### BTR 3.8[9],[10],[11]
En 1993, une nouvelle version du BTR, elle aussi sur base de Porsche 964 apparait.
La cylindrée du 6 cylindres à plat est augmentée à 3.8L, un turbocompresseur est ajouté et l’ensemble est couplé à une boite automatique (pour la première fois chez Ruf) à 6 rapports. Le moteur développe 415 ch à 6 000 tr/min et 550 N m de couple à 4 800 tr/min. De nouvelles jantes Ruf en alliage à 5 rayons permettent d’accueillir de plus gros freins et des pneus de large dimension (235/40 ZR à l'avant et 265/35 ZR à l'arrière). Les suspensions sont raffermies.
Cette version BTR 3.8 est capable d'abattre le 0 à 97 km/h en 3,6 secondes, le 0 à 200 km/h en 12,9 secondes, le 400 m départ arrêté en 12 secondes et le 1 km départ arrêté en 21,8 secondes. La vitesse maximale annoncée est de 320 km/h.

### BTR2
La Ruf BTR2 sur base de Porsche 993 est produite entre 1993 et 1997.